# Malus prunifolia
Malus prunifolia, el Manzano de hojas de ciruelo, es una especie arbórea de la familia de las Rosáceas, originaria de China y que se cultiva en otros lugares para usarse como árbol ornamental o como portainjerto. Alcanza entre 3 y 8 metros de alto y tiene flores blancas con un fruto rojo o amarillo.

## Área de distribución y hábitat
Este manzano de hojas de ciruelo se encuentra en China en las provincias de Gansu, Guizhou, Hebei, Henan, Liaoning, Mongolia Interior, Qinghai, Shaanxi, Shandong, Shanxi y posiblemente Xinjiang. Está adaptado a crecer en una variedad de altitudes, desde las llanuras a nivel del mar hasta las laderas de 1300 m s. n. m.

## Taxonomía
Malus coronaria fue descrita por (Willd.) Borkh. y publicado en Theoretisches-praktisches Handbuch der Forstbotanik und Forsttechnologie 2: 1278, en el año 1803.
Fue descrita botánicamente por Willd. dentro del género Pyrus (los perales) y transferido luego a Malus (los manzanos) en 1803 para producir el tratamiento de nomenclatura usado aquí.
Variedades
El manzano de hojas de ciruelo tiene al menos cuatro variedades, algunas de ellas se cultivan por su fruto:
M. prunifolia var. obliquipedicellata  X.W. Li & J.W. Sun 
M. prunifolia var. prunifolia 
M. prunifolia var. ringo  Asami  
M. prunifolia var. rinki  (Koidz.) Rehder P.L.Wilson  

Sinonimia
- Malus domestica subsp. prunifolia (Willd.) Likhonos
- Pyrus prunifolia Willd. basónimo[11]